# 3630 Lubomír
3630 Lubomír è un asteroide della fascia principale del diametro medio di circa 15,8 km. Scoperto nel 1984, presenta un'orbita caratterizzata da un semiasse maggiore pari a 2,7689201 UA e da un'eccentricità di 0,2041825, inclinata di 7,39283° rispetto all'eclittica.
L'asteroide è dedicato ad uno dei nomi della tradizione slava, tra i più diffusi in Boemia.